# Katherine Waterston
Pour les articles homonymes, voir Waterston.
Katherine Waterston, née le 3 mars 1980 à Westminster au Royaume-Uni, est une actrice britannico-américaine.
Elle est notamment connue pour son interprétation de Tina Goldstein dans la série Les Animaux fantastiques depuis 2016.

## Biographie
Elle naît dans le quartier de Westminster à Londres, de Lynn Louisa (née Woodruff), un mannequin et de l’acteur Sam Waterston. Elle a une sœur également actrice, Elisabeth Waterston, et un frère réalisateur, Graham Waterston ; son demi-frère James Waterston est aussi acteur.
Elle est diplômée de l'université de Loomis Chaffee School (en) en 1998. Elle a obtenu son Bachelor of Fine Arts (licence) à la Tisch School of the Arts à New York.

### Vie privée
L'actrice annonce sa première grossesse en novembre 2018, lors de l’avant-première londonienne du film Les Animaux fantastiques : Les Crimes de Grindelwald. Elle donne naissance à un fils au printemps 2019.

## Théâtre
- 2008 : Kindless, mise en scène de Adam Rapp, Playwrights Horizons : Frances
- 2010 : Bachelorette, mise en scène de Leslye Headland, McGinn/Cazale Theatre : Gena
- 2011 : Dreams of Flying Dreams of Falling, mise en scène de Adam Rapp, Classic Stage Company : Cora Cabot
- 2012 : La Cerisaie (The Cherry Orchard), Classic Stage Company : Anya

## Filmographie

### Cinéma

#### Longs métrages
- 2007 : Michael Clayton de Tony Gilroy : collaboratrice junior (3e année)
- 2007 : Les Babysitters (The Babysitters) de David Ross : Shirley Lyner
- 2008 : Good Dick de Marianna Palka : Katherine (caméo)
- 2009 : Hôtel Woodstock (Taking Woodstock) d'Ang Lee : Penny
- 2011 : Enter Nowhere de Jack Heller: Samantha
- 2012 : Robot and Frank de Jake Schreier : L’employée du magasin
- 2012 : Monsieur Flynn (Being Flynn) de Paul Weitz : Sarah
- 2012 : The Letter de Jay Anania : Julie
- 2012 : 48 heures chrono (The Factory) de Morgan O'Neill : Lauren
- 2013 : Almost in Love de Sam Neave : Lulu
- 2013 : Manhattan Romance de Tom O'Brien : Carla
- 2013 : Night Moves de Kelly Reichardt : Anne
- 2013 : The Disappearance of Eleanor Rigby de Ned Benson : Charlie
- 2013 : Glass Chin de Noah Buschel : Patricia Petals O’Neal
- 2014 : Inherent Vice de Paul Thomas Anderson : Shasta Fay Hepworth
- 2015 : Queen of Earth d'Alex Ross Perry : Virginia
- 2015 : Steve Jobs de Danny Boyle : Chrisann Brennan, la mère de Lisa Brennan-Jobs
- 2016 : Les Animaux fantastiques (Fantastic Beasts and Where to Find Them) de David Yates : Tina Goldstein
- 2017 : Alien : Covenant de Ridley Scott : Daniels Branson
- 2017 : The Current War : Les Pionniers de l'électricité (The Current War) d'Alfonso Gomez-Rejon : Marguerite Erskine Walker
- 2017 : Logan Lucky de Steven Soderbergh : Sylvia Harrison
- 2017 : Fluidic de Jeremiah Jones : Tell
- 2017 : State Like Sleep de Meredith Danluck : Katherine
- 2018 : Les Animaux fantastiques : Les Crimes de Grindelwald (Fantastic Beasts : The Crimes of Grindelwald) de David Yates : Tina Goldstein
- 2018 : 90's (Mid90s) de Jonah Hill : Dabney
- 2019 : Voyage au bout de la Terre (Amundsen) d'Espen Sandberg : Bess Magids
- 2020 : The World to Come de Mona Fastvold : Abigail
- 2022 : Les Animaux fantastiques : Les Secrets de Dumbledore (Fantastic Beasts : The Secrets of Dumbledore) de David Yates : Tina Goldstein
- 2022 : Babylon de Damien Chazelle : Estelle Conrad
- 2023 : Black Flies (Asphalt City) de Jean-Stéphane Sauvaire : Nancy
- 2023 : The End We Start From de Mahalia Belo : O
- 2024 : L'I.A. du mal (AfrAId) de Chris Weitz
- 2025 : Park Avenue de Gaby Dellal
- 2025 : Fear Street: Prom Queen de Matt Palmer

#### Courts métrages
- 2006 : Orchids de Bryce Dallas Howard : Beatrice
- 2011 : Eat de Janicza Bravo : Claire
- 2012 : Ástarsaga de Asa Hjorleifsdottir : Solange
- 2015 : Outlaws de Geremy Jasper : La trapéziste
- 2017 : Alien : Covenant - Prologue : Last Supper de Luke Scott : Daniels Branson
- 2022 : House Comes with a Bird de Janicza Bravo : Ruth

### Télévision

#### Séries télévisées
- 2012 : Boardwalk Empire : Emma Harrow
- 2020 : The Third Day : Jess
- 2022 : Perry Mason : Ginny Aimes
- 2023 : Slow Horses : Alison Dunn
- 2024 : The Agency : Naomi

#### Téléfilms
- 2004 : Americana de David Schwimmer

## Distinctions

### Récompenses
- Festival international du film de Stockholm 2020 : meilleure actrice pour son rôle dans The World to Come[6]

### Nominations
- Teen Choice Awards 2017 : Meilleure actrice dans un film fantastique (Les Animaux fantastiques)

## Voix francophones
En version française, Claire Guyot, est la voix la plus régulière de Katherine Waterston qu'elle double dans Boardwalk Empire Alien: Covenant, Logan Lucky et The Current War : Les Pionniers de l'électricité. Pascale Chemin est sa voix dans la série de films Les Animaux fantastiques ainsi que dans Babylon. Elle est doublée à titre exceptionnel par Agathe Schumacher dans Les Babysitters, Charlotte Daniel dans Steve Jobs ainsi que Jessica Monceau dans Perry Mason et The Agency.